# Sibir´ (1938)
Sibir (początkowo Josif Stalin) – radziecki lodołamacz o napędzie parowym.
W latach 30. XX wieku, mając na uwadze konieczność utrzymania żeglugi w północnych rejonach oraz techniczne i moralne starzenie się posiadanych lodołamaczy, władze radzieckie zdecydowały o budowie nowych lodołamaczy, w krajowych stoczniach.
Projekt techniczny lodołamaczy typu 51 wykonało biuro Sudoprojekt, projekt roboczy opracowano w biurze konstrukcyjnym leningradzkiej stoczni imienia Sergo Ordżonikidze (obecnie Bałtijskij). Przy projektowaniu wzorowano się na sprawdzonych lodołamaczach „Krasin” i „Jermak”.
Zbudowano cztery lodołamacze typu 51: „J. Stalin”, „W. Mołotow”, „L. Kaganowicz” i „Otto Szmidt”.

## Dane techniczne
Statek o długości całkowitej 106,6 m i szerokości 23,1 m miał wyporność 10600 ton. Zanurzenie wynosiło od 6,3 do 11,5 m.
Poszycie wykonano z blach o grubości 32–35 mm. Pas od 0,6 m nad linią wodną, do 5,7 m poniżej linii wodnej miał poszycie o grubości 40 mm. Odstęp między wręgami wynosił 305 mm.
Napęd zapewniały 3 maszyny parowe potrójnego rozprężania zasilane parą z 9 kotłów płomieniówkowych opalanych węglem. Całkowita moc wynosiła 9900 KM. 3 śruby o wymiennych łopatach wykonane ze stali miały średnicę 4,4 m i ważyły po 14,9 ton.
Energię elektryczną dostarczał parowy generator o mocy 25 kW. Awaryjny generator umieszczono na górnym pokładzie.
Lodołamacz mógł zabrać do 2900 ton węgla, co pozwalało na przepłynięcie 6 tysięcy mil morskich. Załogę stanowiło 138 osób.
Na rufie zainstalowano katapultę dla wodnosamolotów. W hangarze przed katapultą mieściły się trzy wodnosamoloty.
W latach 1953–1958 statek poddano modernizacji. Przebudowano nadbudówki, zamiast katapulty zainstalowano lądowisko dla śmigłowców. Zamiast kotłów na węgiel zainstalowano cztery nowe, zasilane paliwem płynnym. Dzięki temu można zamiast dwóch wysokich kominów zbudować jeden szeroki. Wymieniono też wyposażenie radiowe.

## Historia
Lodołamacz „J. Stalin” zbudowano w Leningradzie, w latach 1935–1938. Wkrótce po przyjęciu do służby odbył swój pierwszy rejs, biorąc udział w ekspedycji, mającej oswobodzić statek badawczy „Siedow”, uwięziony w lodach Arktyki. Oswobodzenie nie powiodło się i „J. Stalin” musiał zawrócić, osiągając 83 szerokości geograficznej północnej.
Uwolnienie „Siedowa” udało się w 1939. Za ten rejs statek został odznaczony Orderem Lenina, a dowodzący nim kapitan M. P. Biełousow otrzymał tytuł Bohatera Związku Radzieckiego.
W czasie II wojny światowej „J. Stalin” pomagał przeprowadzać przez lody konwoje z pomocą wojenną. Był wtedy uzbrojony w 4 działka kalibru 45 mm i karabiny maszynowe. 15 stycznia 1942 został trafiony niemiecką bombą, która zabiła 4 marynarzy i raniła 17 oraz znacznie uszkodziła jedną z kotłowni. Statek wyremontowano i pełnił taką samą służbę do końca wojny.
Po wojnie wrócił do konwojowania statków między portami Arktyki. W latach 1953–1958 był przebudowywany. W ramach walki z kultem jednostki zmieniono mu też nazwę na „Sibir'” (nazwy zmieniono też pozostałym lodołamaczom z serii). „Sybir”, jako jedyny z serii poddany tak dużej modernizacji, najdłużej pełnił służbę, bo do 1972.